# Ново-Дмитровка (Тверская область)
 Ново-Дмитровка  — деревня в Максатихинском районе Тверской области. Входит в состав Малышевского сельского поселения.

## География
Находится в северо-восточной части Тверской области на расстоянии приблизительно 21 км по прямой на север-северо-запад от районного центра поселка Максатиха на западном краю поймы реки Молога.

## История
Деревня была отмечена еще на карте 1825 года. В 1859 году здесь (тогда деревня Дмитрово Вышневолоцкого уезда Тверской губернии) было учтено 25 дворов, в 1940 — 79 (для Старой и Новой Дмитровки вместе). Позднее разделенные деревни снова были объединены. До 2014 года деревня входила в Труженицкое сельское поселение до его упразднения.

## Население
Численность населения: 226 человек (1859 год), 106 (русские 86 %) в 2002 году, 80 в 2010.